# Kunstverein „Talstrasse“

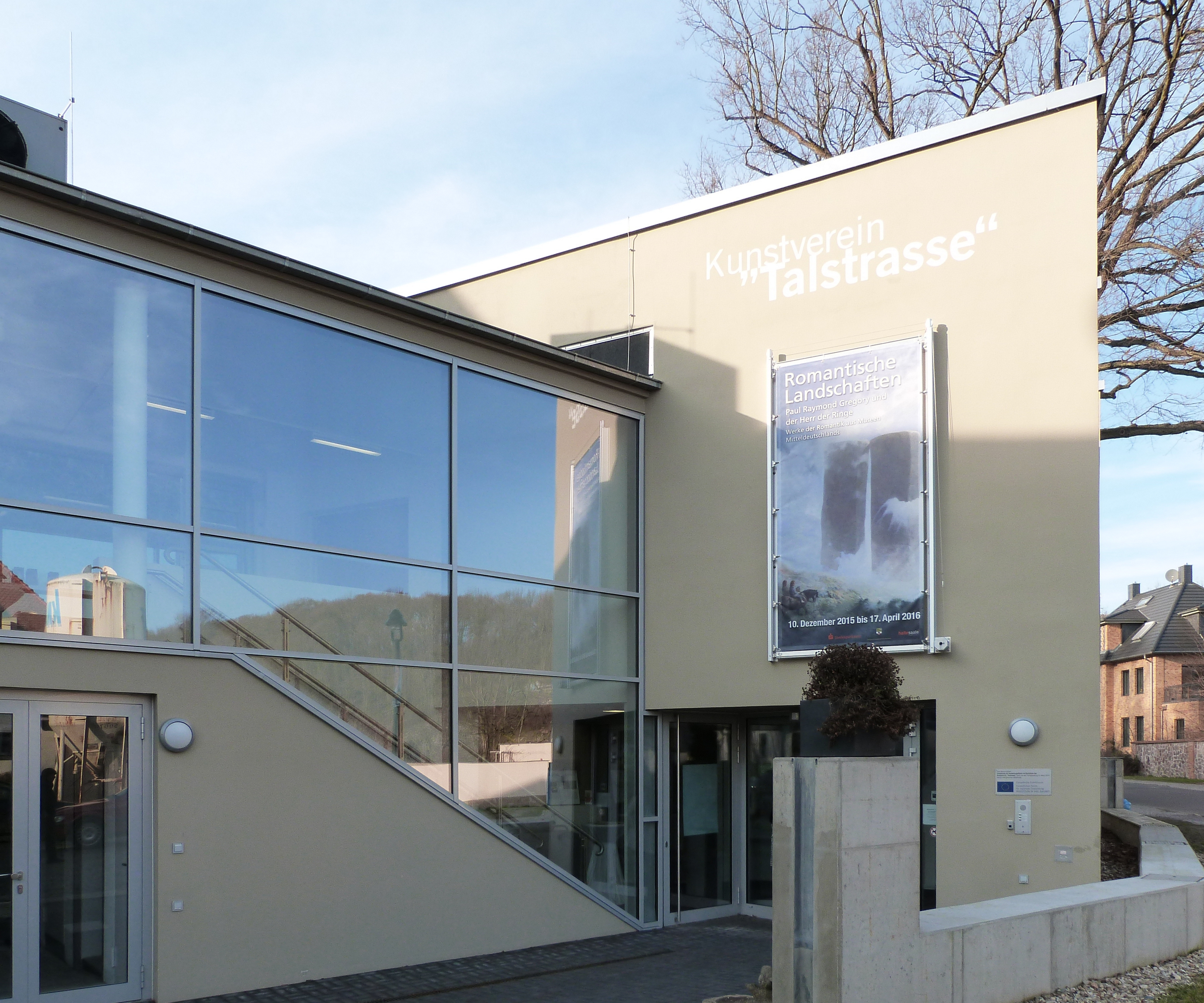
Der mit der Villa verbundene Neubau von 2014 (Foto 2016)

Der Kunstverein ”Talstrasse“ e. V. ist ein gemeinnütziger und eingetragener Verein mit Sitz in Halle (Saale), der sich der Vermittlung und Förderung zeitgenössischer Kunst widmet. Er ist Träger der Kunsthalle ”Talstrasse“ und Mitglied in der Arbeitsgemeinschaft Deutscher Kunstvereine (ADKV), im Museumsverband Sachsen-Anhalt und im Deutschen Museumsbund.

## Geschichte

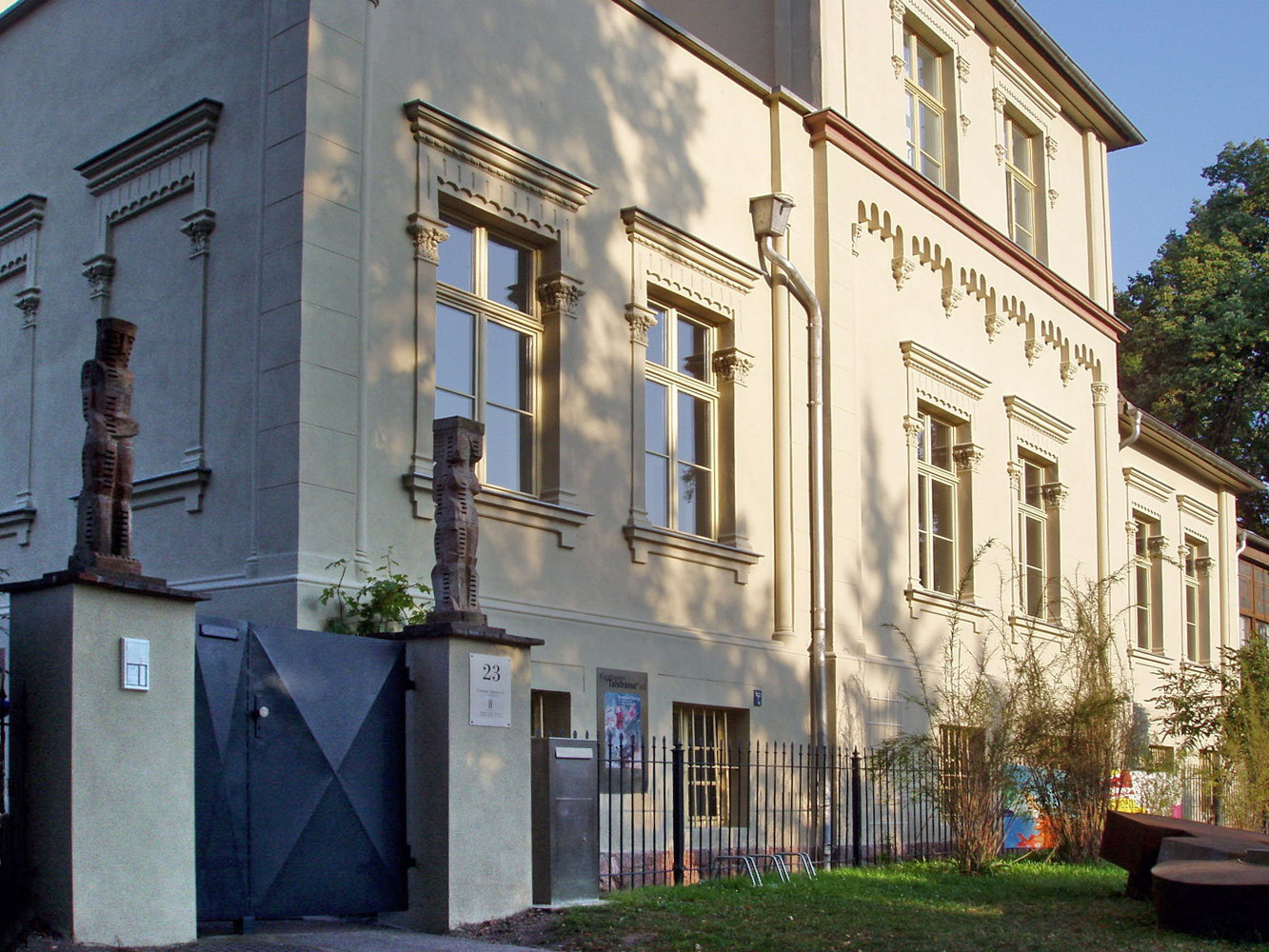
Straßenansicht der Villa in der Talstraße 23 (Foto 2008)

Im Jahr 1991 wurde der Kunstverein ”Talstrasse“ in Halle (Saale) durch neun Absolventen der Kunsthochschule Burg Giebichenstein gegründet. 1994 fand er in einer spätklassizistischen Villa in der Talstraße im Stadtteil Kröllwitz eine feste Heimstatt, direkt an der Saale gegenüber der Burg Giebichenstein. Ein Felsengarten, der zum Haus gehört, wurde im späten 19. Jahrhundert angelegt. Er ist heute unter anderem als Skulpturenpark für zeitgenössische Künstler gestaltet. 2014 wurde ein moderner Anbau der Villa eröffnet. Seitdem firmiert der Ausstellungsort als Kunsthalle ”Talstrasse“. 2016 beging der Verein sein 25-jähriges Bestehen.

## Profil
Der Kunstverein ”Talstrasse“ fördert die zeitgenössische Kunst durch wechselnde Ausstellungen, Künstlergespräche, Vorträge, Lesungen Kunstreisen und Kunstvermittlungen für Kinder.
Zitat des Kunstvereins zu seinem Programm:

„Der programmatische Spannungsbogen zwischen Geschichte und Gegenwart charakterisiert im Wesentlichen die Arbeit des Kunstvereins, dabei legt er Wert auf die Vorstellung zeitgenössischer Kunst in ihrer Vielfalt und verschiedensten Tendenzen.
Regionale Bezüge setzen ebenso Schwerpunkte wie die Vorstellung nationaler und internationaler Kunstentwicklungen. Immer wieder stellt der Kunstverein Werke von Künstlerpersönlichkeiten vor, deren Biografie Berührungspunkte mit der halleschen Region aufweist: die hier lebten, wirkten oder aber eine besondere Beziehung in diesen Raum hatten. Dabei begibt sich der Verein auch regelmäßig auf Spurensuche.“

Um dieses Programm zu erfüllen, arbeitet der Kunstverein mit vielen anderen Galeristen, Kunsthistorikern, Museen, Kunsthochschulen und anderen Kunstvereinen zusammen. Thematische Expositionen sind bei der Ausstellungsarbeit von besonderer Bedeutung, auch spezielle Genres der bildenden Künste wie Fotografie, Bildwirkerei, Architektur, Glas oder Bildhauerei werden gezeigt. Durch die Zusammenarbeit mit Kunsthochschulen werden junge Künstler in das Programm miteinbezogen.
Eng verbunden mit der Ausstellungstätigkeit ist die publizistische Arbeit des Vereins. Es ist sein Anliegen, mit Autoren zu möglichst vielen Ausstellungen Kataloge herauszugeben, um gezielt bestimmte Themen genauer zu beleuchten. Neben seinen Publikationen zu Personal- und Gruppenausstellungen gibt der Kunstverein seit 1997 auch eine Broschüre zur Kunst der Region heraus. Kunst in Mitteldeutschland informiert quartalsweise über Ausstellungen und Veranstaltungen von Galerien, Museen und Kunstvereinen der Bundesländer Sachsen, Sachsen-Anhalt und Thüringen.
Der Verein bietet zu den Ausstellungen spezielle thematische Führungen an und trägt auch zur Vermittlung von zeitgenössischer Kunst mit seinen Kunstreisen bei, die bisher nach China, Frankreich, Spanien und Russland führten.

## Ausstellungen (Auswahl)
- 1993: Halle (Saale) in der Nachkriegszeit (Katalog)
- 1995: Mode und Zeit und Traum, Modefotografie von F. C. Gundlach und Olaf Martens
- 1998: Verfemte Formalisten – Kunst aus Halle 1945–1963, Malerei/Grafik/Plastik, Gisela Bachmann-Ruffert, Hermann Bachmann, Kurt Bunge, Charles Crodel, Albert Ebert, Waldemar Grzimek, Erwin Hahs, Gerhard Hoehme, Herbert Kitzel, Mareile Kitzel, Ulrich Knispel, Curt Lahs, Otto Möhwald, Otto Müller, Werner Rataiczyk, Karl Rödel, Fritz Rübbert, Jochen Seidel, Willi Sitte, Meinolf Splett, Karl Völker, Hannes H. Wagner, Gustav Weidanz (Katalog)
- 2001: Willi Sitte, Malerei und Grafik
- 2001: Otto Niemeyer-Holstein, Malerei
- 2001: Fritz Winter, Malerei 1931–1933 (Katalog)
- 2002: Hannes H. Wagner, zum 80. Geburtstag
- 2003: Werner Tübke, Aquarelle – Handzeichnungen – Druckgrafik
- 2004: Markus Lüpertz (Katalog)
- 2005: Bernhard Heisig, Bilder einer Sammlung (Katalog)
- 2005: Gotthard Graubner, Malerei auf Papier (Katalog)
- 2006: Giorgio Morandi, Zeichnung – Malerei – Radierung
- 2007: Wolfgang Mattheuer, Malerei (Katalog)
- 2007: Antoni Tàpies, Malerei und Grafik (Katalog)
- 2007: Cornelia Schleime, Malerei der Jahre 1983–2003 (Katalog)
- 2008: Ruud van Empel, Fotografie (Katalog)
- 2009: Alberto Giacometti, Malerei, Grafik und Plastik aus der Sammlung Klewan, München (Katalog)
- 2009: Ernst Wilhelm Nay, Malerei und Grafik (Katalog)
- 2010: Karl Hofer, Ein Maler zwischen den Ideologien (Katalog)
- 2010: Joseph Beuys, Grafik und Multiples (Katalog)
- 2010: Couleur et Géometrié, Konkrete Kunst International (Katalog: ISBN 978-2-913909-29-8)
- 2010: Spiridon Neven DuMont, Ein Suchender an den Grenzen der Illusion (Katalog)
- 2010/2011: Das Phänomen Des Raumes, Auf den Spuren hallescher Bildhauertradition. Mit Plastiken von Gisela Bachmann, Hermann Blumenthal, Wilfried Fitzenreiter, August Gaul, Gerhard Geyer, Bernd Göbel, Waldemar Grzimek, Richard Horn, Johanna Jura, Mareile Kitzel, Wilhelm Lehmbruck, Gerhard Lichtenfeld, Aristide Maillol, Gerhard Marcks, Karl Müller, Marianne Traub, Heidi Wagner-Kerkhof, Gustav Weidanz und Martin Wetzel. (Katalog: ISBN 978-3-932962-55-4)
- 2011: Kurt Bunge-Malerei, Zum 100. Geburtstag (Katalog: ISBN 978-3-932962-60-8)
- 2011/2012: Dem Glauben dienend – Sakrales Gerät in der Moderne (Katalog: ISBN 978-3-932962-63-9)
- 2012: Eva Mahn, Halle und der Rest der Welt, Fotografie aus den Jahren 1976–1989 (Katalog: ISBN 978-3-932962-66-0)
- 2012: Charles Crodel – Malerei (Katalog: ISBN 978-3-932962-70-7)
- 2014: Emotionsräume – Gedanken über den Ersten Weltkrieg (Katalog: ISBN 978-3-932962-78-3)
- 2016: Jean Lurçat, Malerei – Grafik – Bildteppich (Katalog)
- 2018/2019: Wir machen nach Halle. Marguerite Friedlaender und Gerhard Marcks (Katalog: ISBN 978-3-932962-96-7)
- 2019/2020: Das Frauenbild der 1920er Jahre. Zwischen Femme fatale und Broterwerb. Klassische Moderne der Sammlung Brabant (Katalog: ISBN 978-3-948389-00-0)
- 2023/2024: Die Kraft der Melancholie. Alexander Camaro und Seelenverwandte. (Katalog: ISBN 978-3-948389-08-6)[4]
- 2024: Patricia Piccinini. Fremde Berührung.